# Junior-Entreprise
Ne doit pas être confondu avec Jeune entreprise.
Les Junior-Entreprises (J.E.) sont des associations à vocation économique et pédagogique, à but non lucratif. Associations étudiantes implantées dans les établissements d’enseignement supérieur, les Junior-Entreprises se définissent comme un vecteur d’employabilité et d’engagement des étudiants. En leur permettant de mettre en pratique l’enseignement théorique qu’ils reçoivent, les Junior-Entreprises constituent une passerelle entre les études et l’entreprise, au service de l’insertion professionnelle des étudiants.

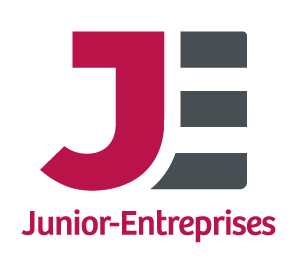
Logo Junior-Entreprises

Ainsi, elles proposent des services aux entreprises et permettent aux étudiants de mettre en pratique leurs savoirs en répondant aux besoins de clients variés : grands groupes, ETI, PME, TPE, administration ou particulier.

## Le concept

### Définition
Les Junior-Entreprises (J.E.) sont des associations à vocation économique et pédagogique, à but non lucratif.
Implantées au sein des écoles et universités, elles permettent aux étudiants de mettre en pratique l’enseignement théorique dont ils bénéficient, en réalisant des études correspondant aux domaines de compétences de leur école, pour des clients très variés : entrepreneurs, très petites entreprises, petites et moyennes entreprises, grands groupes, associations, collectivités, etc.
Association pédagogique de conseil, elles assurent à leurs administrateurs une formation, avant l’heure, aux mécanismes de la gestion d’une entreprise et de management d’une équipe, et à leurs intervenants une première expérience professionnelle concrète.
Les clients bénéficient quant à eux des capacités d’innovation des étudiants, de leur dynamisme, de leur aptitude à mettre en œuvre des projets d’ampleur en mobilisant un grand nombre d’intervenants, du soutien pédagogique des enseignants et chercheurs des écoles… Ils sont en outre assurés de bénéficier d’études de qualité, les associations étant contrôlées chaque année.
 (juin 2015).
Si vous disposez d'ouvrages ou d'articles de référence ou si vous connaissez des sites web de qualité traitant du thème abordé ici, merci de compléter l'article en donnant les références utiles à sa vérifiabilité et en les liant à la section « Notes et références ».

### Des associations étudiantes
Les Junior-Entreprises sont des associations exclusivement constituées d’étudiants. Un groupe d’étudiants s’occupe d'administrer la J.E., c’est-à-dire de la gestion de l’association, de la prospection de clients, du suivi d’étude lorsque le projet est accepté par le client et donc du recrutement d’autres étudiants qui vont, eux, réaliser la mission. Ces étudiants, qui interviennent directement sur les missions, sont recrutés selon un processus sélectif basé sur les compétences de l’étudiant quant au sujet de l’étude ainsi que sur leur motivation, afin de s’assurer d’avoir des intervenants correspondant au mieux aux besoins du client.
Si les Junior-Entreprises sont autant sollicitées par les professionnels, c’est en partie du fait de leur statut d’association qui leur permet d’être flexibles et réactives. Le client est en contact avec un membre de la structure, interlocuteur unique qui l’accompagne et le conseille dans le déroulement de la prestation.
Les Junior-Entreprises sont des associations à but non lucratif (ce qui leur permet d’offrir des tarifs compétitifs) mais néanmoins à vocation économique et pédagogique, les rémunérations étant accessoires à la montée en compétences des étudiants.
De plus, l’implantation de ces associations au sein de grandes écoles et d’universités leur donne accès à un vaste vivier d’étudiants compétents. Ces derniers ont un esprit jeune et extrêmement créatif, qui n’est pas conditionné par un environnement professionnel ou d’entreprise en particulier. Cela permet donc de favoriser la création de solutions innovantes et dimensionnées aux différents besoins exprimés par le client.

### Des associations professionnelles
Au-delà de leur qualité d’associations étudiantes traditionnelles, les Junior-Entreprises revêtent une véritable caractéristique professionnelle. Bien sûr, ces associations restent étudiantes et leurs membres peuvent ainsi bien souvent compter sur le soutien de leur école et de leurs professeurs. Certaines écoles, conscientes que l’expérience de Junior-Entrepreneur contribue à la formation qu’elles dispensent à leurs élèves, vont jusqu’à aménager l’emploi du temps de ces étudiants afin qu’ils puissent vivre cette expérience pleinement. Les professeurs sont quant à eux souvent présents afin de soutenir les administrateurs de Junior-Entreprises dans la gestion de leur association ou dans l’élaboration de méthodologies d’études particulières.
L’appartenance de chaque Junior-Entreprise à une confédération lui permet également de bénéficier du soutien de cette dernière. Ainsi, en France, ce ne sont pas moins de 1000 Junior-Entrepreneurs qui sont formés à chaque congrès national (bisannuel), mais aussi lors des congrès régionaux qui permettent davantage de proximité. Les membres de la Confédération nationale des Junior-Entreprises accompagnent au quotidien les administrateurs de Junior-Entreprises dans toutes leurs problématiques : management, communication, événementiel, développement international, trésorerie, gestion administrative, obligations légales… Cet appui se double d’un contrôle par le biais d’un audit annuel orchestré par des auditeurs conseils spécialisés en gestion ou trésorerie, junior entrepreneurs sélectionnés sur concours ayant acquis de solides compétences, qui ont pour mission d'auditer et de conseiller d'autres JE. Cet audit-conseil permet de vérifier la qualité des études réalisées par les Junior-Entreprises, ainsi que la gestion de leur association et de leur trésorerie.
Au-delà d’une simple logique de contrôle, la CNJE est clairement orientée de façon à promouvoir la mise en place d’un système de management de la qualité performant au sein de ses structures, à la fois pour optimiser leur organisation interne et pour garantir à leurs clients une pleine satisfaction. Cette orientation suit trois axes principaux :
- Former les administrateurs de Junior-Entreprises au respect des normes de qualité ;
- Réaliser un audit annuel orienté sur les différents processus de la Junior-Entreprise :
- Pérenniser et affermir cette orientation en investissant dans des certifications qualité.

## Activité commerciale
En 2015-2016, le chiffre d’affaires des Junior-Entreprises s’élève à 7,6 millions d’euros pour environ 2900 études. Celui-ci est réalisé à 58 % par les Junior-Entreprises d’écoles de commerce, 29 % par celles en écoles d’ingénieurs, 8 % par les Junior-Entreprises universitaires, et 5 % par celles dans d’autres types d’établissements.
Les études proviennent en majorité de PME/ETI (29 %), de TPE et particuliers (25 %) et de grands groupes (23 %). On retrouve également parmi les clients des Junior-Entreprises des associations (10 %), des établissements, tels qu'écoles ou universités, (7 %) et des administrations (6 %).

## Fonctionnement

### Les missions
Les Junior-Entreprises ont pour objet de réaliser des études à plus-value pédagogique et entrant dans leurs domaines de compétences,.
On appelle étude tout projet consistant en une phase d’analyse (préparatoire), une phase de réalisation (qui peut être terrain) et une phase de synthèse (conclusions, bilan). La réalisation de formations, de simples opérations de maintenance, une opération de démarchage ou encore du prêt de main d’œuvre ne sauraient donc constituer une étude.
La plus-value pédagogique est ce qui permet aux étudiants de justifier de l’intérêt pour eux de réaliser une étude pour un client dans le cadre de la Junior-Entreprise. Les études ne peuvent consister en une simple passation de questionnaires (pour une étude de marché) ou en une simple saisie de données (pour une étude technique).
Les domaines de compétence des Junior-Entreprises sont peu ou prou les domaines de compétence de leur établissement d’enseignement. Les Junior-Entreprises sont issues des grandes écoles (principalement de commerce et d’ingénieur) et des universités. Elles regroupent ainsi toutes les compétences qui seront nécessaires à la réalisation de tous les projets. De par cette grande diversité, les Junior-Entreprises sont en mesure de réaliser des projets dans des domaines très variés,,, du marketing à l’informatique en passant par l’ingénierie, la communication, la qualité, l'agronomie, la finance, les ressources humaines, la cognitique et bien d’autres encore.

### Cadre légal
En tant qu'association à vocation économique, les Junior-Entreprise sont soumises à un cadre légal particulier. Les quatre textes qui cadrent le mouvement des Junior-Entreprises sont : 
- la loi Waldeck-Rousseau (1901) ;
- la lettre de Pierre Bérégovoy (1984) ;
- la lettre et arrêté ministériel de 1988 ;
- la lettre de l'Accoss (2007).

### Processus fondamentaux[13],[11]
En Junior-Entreprise, il existe cinq processus fondamentaux sur lesquels reposent chaque structure.

#### La gestion associative
Ce processus fait référence à la gestion quotidienne et administrative de la structure. On y retrouve par exemple la gestion des adhérents, le processus de déclaration en préfecture, l’organisation des différentes réunions (Assemblée Générale, Conseil d’Administration...)

#### La trésorerie
Le processus de trésorerie comprend notamment la gestion du budget, l’archivage des données de trésorerie (factures...) et la gestion des déclaratifs sociaux et fiscaux.

#### Le processus de Recrutement-Formation-Passation (RFP)
Ce processus est crucial pour une Junior-Entreprise car il garantit sa pérennité. Il traite en effet de la manière dont les futurs membres sont recrutés, des moyens mis en place pour qu’ils gagnent en compétence et soient aptes à reprendre la structure lors du changement d’équipe.

#### Le développement commercial
Les Junior-Entreprises étant en relation avec des entreprises, ce processus regroupe les moyens mis en place pour être visible auprès de celles-ci, les outils de prospection utilisées, ou encore la stratégie commerciale de la structure.

#### Le suivi d’études
On retrouve dans ce processus les différents documents types ainsi que les rôles de chacun dans le suivi d’études, du début jusqu’à la fin de celle-ci.

### Processus d’intégration pour devenir Junior-Entreprise
Avant d’obtenir la marque Junior-Entreprise, une structure doit passer plusieurs marques, chacune ayant des critères d’obtention définis.
Elle est tout d’abord considérée « Hors-Mouvement ». Puis, elle peut postuler et intégrer le mouvement en tant que Junior-Création si elle est notamment composée de 3 personnes, a déposé ses statuts en préfecture, dispose de numéros de SIRET, APE, TVA et URSSAF (cas de la France), ainsi que d’un compte bancaire et a au moins une étude en cours.
L’étape suivante est la marque Pépinière Junior-Entreprise, avec là encore certains critères à remplir, puis vient le passage de marque Junior-Entreprise.
Si une Junior-Entreprise ne remplit plus les critères d’exigence liés à la marque, elle peut être rétrogradée au rang de Junior-Initiative suivant le Modèle de Maturité (ou Maturity Model) des Junior-Entreprises, établit par Junior Enterprises Global.

## Le profil Junior-Entrepreneur
Les étudiants ayant travaillé en Junior-Entreprise y acquièrent certaines compétences qui leur permettent de se démarquer des autres étudiants de leur école. Ces compétences viennent de leur engagement associatif, de la gestion semi-professionnelle de l’association (fonctionnement par pôles, processus, audit annuel...), des formations reçues lors de congrès, des relations clients, ou bien tout simplement de l’application des enseignements lors de la réalisation de mission pour des clients. Cette expérience est ainsi souvent mise en avant sur leur CV ou lors d’entretiens d’embauche.
Pour le Junior-Entrepreneur administrateur de la structure, son engagement associatif va lui permettre de “mobiliser ses savoirs, développer ses savoir-faire et affiner son savoir-être”.
Face à la problématique client, il doit mobiliser ses connaissances théoriques pour répondre au besoin, après avoir écouté et assimilé celui-ci. Sa posture est celle d’un entrepreneur, pro-actif et innovant.
Le Junior-Entrepreneur adopte ensuite un posture managériale avec la planification et le suivi de projet. Il contrôle les avancées et les résultats obtenus afin d’assurer la satisfaction client et s’occupe de gérer les intervenants. Cette dernière partie peut s’avérer complexe car les intervenants sont souvent des étudiants de même niveau, voire des amis. Mais cela est d’autant plus formateur car cette situation demande de développer son objectivité, sa diplomatie, et de prendre du recul par rapport aux actions menées.
Enfin le Junior-Entrepreneur est constamment amené à faire des choix, pour le client ou la structure, ce qui engendre une certaine responsabilisation. Couplée à la diversité des situations rencontrées par le Junior-Entrepreneur au sein de sa structure, cette prise de responsabilité représente un véritable gain en maturité et professionnalisme.

### Certificat
En France, depuis 2015, les Junior-Entrepreneurs ont l’opportunité de faire valider les compétences acquises au cours de leur expérience en Junior-Entreprise à travers le Certificat Junior-Entrepreneur,. Celui-ci, développé en partenariat avec PEPITE France et la FNEGE, est reconnu par le Ministère de l’Enseignement Supérieur et les professionnels du recrutement.

## Le mouvement des Junior-Entreprises

### EnFrance: laConfédération nationale des Junior-Entreprises
Souhaitant contribuer le plus largement et le plus efficacement à la promotion de leur concept, les Junior-Entreprises (J.E.) se sont fédérées au sein de la Confédération nationale des Junior-Entreprises (CNJE) dès 1969 (deux ans après la création de Junior ESSEC, la première Junior-Entreprise).
De six associations en 1969, elles sont désormais 180 Junior-Entreprises affiliées à la CNJE qui dispose de 5 missions majeures :
- Elle développe le mouvement des Junior-Entreprises : accueil de nouvelles associations, promotion du concept hors de nos frontières, évangélisation dans tous les établissements d’enseignement supérieur…
- Elle forme et accompagne les Junior-Entreprises afin d’assurer à leurs clients un bon niveau de qualité : audit des prestations ; réalisation et mise en application de la charte de déontologie du mouvement…
- Elle promeut le concept et la marque Junior-Entreprise (marque déposée en France), le profil de Junior-Entrepreneur et l’esprit d’entreprendre.
- Elle organise et diffuse les partages de savoirs et retours d’expérience, anime et fédère les 180 Junior-Entreprises, notamment autour d’événements régionaux comme nationaux…[20]
- Elle assure que l’esprit d’entreprise partagé et véhiculé par les Junior-Entreprises est le moteur d’un engagement individuel et d’un sens des responsabilités collectif : 19 000 étudiants réalisent ainsi 2 900 projets par an…

La Confédération Nationale des Junior-Entreprises est, tout comme les Junior-Entreprises, une association loi de 1901 dirigée par un Conseil d’Administration composé d’étudiants bénévoles ; ils sont issus des différentes Junior-Entreprises de France et sont chargés de mettre en œuvre la stratégie présentée chaque année à l’Assemblée Générale de la CNJE constituée des différents Présidents de Junior-Entreprises.
Le mouvement des Junior-Entreprises en France :
- 87 villes ;
- 185 Junior-Entreprises ;
- 2 900 projets ;
- 2 600 étudiants « administrateurs » ;
- 19 000 étudiants « intervenants » ;
- 7,6 millions d’euros de chiffre d'affaires cumulé.

### EnEurope:Junior Enterprises of Europe
Auparavant nommée, "JADE" (Junior Association for Development in Europe) et aujourd'hui devenue, "Junior Enterprises of Europe (JE Europe)"est la Confédération Européenne des Junior-Entreprises. Elle a été fondée en 1992 par la Confédération Nationale des Junior-Entreprises (confédération française) avec les confédérations allemande (BDSU), espagnole (JE Spain), néerlandaise (JE Netherlands), portugaise (JE Portugal), italienne (JE Italy) et suisse (JE Switzerland), comme association internationale à but non lucratif et non partisan. JADE, appelée aujourd'hui "JE Europe" contribue à la mise en place de nouvelles confédérations nationales et encourage l’échange des connaissances et des compétences de gestion entre ses membres. JE Europe a également pour mission de représenter le mouvement des Junior-Entreprises auprès des organismes politiques européens comme le Parlement Européen et la Commission Européenne.
Toutes les Juniors européennes ont l’occasion de se retrouver quatre fois par an lors des JE Europe Conferences. Ces conférences proposent des moments d’échanges, des workshops, des talks dispensés par des Juniors et des partenaires privés de JE Europe.
Le réseau JE Europe compte aujourd’hui onze confédérations membres : la CNJE (France), UniPartners (Pays-Bas), BDSU (Allemagne) & JEC Networks, JE Italy (Italie), JE Switzerland, JE Austria, JE Spagne (Espagne), JE Portugal, JE Belgium, JE Poland, JE Romania, ; ainsi que trois membres consultatifs (Junior-Entreprises d'un pays sans confédération) : HandelsConsulting (Suède), Next (Croatie), Westminster Business Consulting UK (Royaume-Uni).

### Dans le monde:Junior Enterprises Global
En dehors de l'Europe, Junior Enterprises Global "JE Global" depuis 2016, représente plus de 65,000 Junior Entrepreneurs dans le monde à travers 44 pays dans plusieurs continents, elle a pour but de veiller à la bonne gouvernance et au maintien du mouvement "Junior Entreprises" en créant de nouvelles Confédérations et Junior Entreprises :
- En Afrique: JET (Tunisie avec plus de 38 Junior Entreprises), depuis 2012 JECam (Cameroun), plusieurs Junior Entreprises au Maroc, Libye, Algérie, Tchad..
- En Amérique: au Brésil (Brasil Júnior représentant pas moins de 28 000 Junior-Entrepreneurs), l’Argentine, le Chili, le Pérou et la Colombie. Une première Junior Entreprise a ouvert en 2012 au Canada : Junior Enterprise Desautels à l'Université McGill à Montréal. Elle a été rejoint par deux autres Juniors de Montréal pour former Junior Consulting Confederation of Canada (JC3).
- En Asie: en Chine et en Corée du Sud.
- En Océanie: principalement en Australie.

Les Juniors du monde entier se retrouvent une fois tous les deux ans lors de la Junior Enterprise World Conference (JEWC) organisée par Junior Enterprises Global et une confédération élue. L’édition de 2016 a rassemblé pas moins de 4 000 personnes à Florianópolis au Brésil organisée par Brasil Junior tandis que l'édition 2018 a eu lieu en France, à Lyon, et a été organisé par la Confédération nationale des Junior-Entreprises. La nouvelle édition 2023, se déroulera en septembre 2023 à Florence et sera organisée par Junior Enterprises Italy (JE Italy). Les Junior Entrepreneurs fêtent également le Junior Enterprise World Day (JEWD) qui a lieu tous les 22 novembre et qui célèbre la journée mondiale des Junior-Entreprises.

## L'Audit
En France, afin de conserver la marque "Junior-Entreprise", les JE doivent chaque année passer un audit conseil lors duquel les cinq processus fondamentaux sont examinés par la Confédération Nationale des Junior-Entreprises.
A travers le monde, les Junior-Entreprises passent cet phase d'audit avec leurs confédération nationale respective.
L'audit conseil dure une journée et sert à vérifier que la Junior est en conformité avec la loi et qu'elle ne met pas en danger le mouvement. Il sert également à conseiller les Juniors et à les aider dans leur développement.
Les confédérations doivent aussi passer par des audits annuels, régulés par Junior Enterprises Global, afin de statuter si leur rôle est maintenue au sein du mouvement des Junior-Entreprises.

### Les Sanctions d'Audit
À la suite de cet audit, en France, la Confédération Nationale des Junior-Entreprise attribue une appréciation sur la structure. Les sanctions sont les suivantes : 
- Satisfaisant
- Avertissement Conservatoire
- Avertissement Ferme
- Rétrogradation
- Radiation

Dans le monde, pour l'audit des confédérations effectuée par Junior Enterprises Global, il y aura une rétrogression de grade passant de Confédération à Pré-Confédération.

### Les Auditeurs-Conseil
Les audits sont réalisés par des Junior-Entrepreneurs habilités par la CNJE. Pour être Auditeur-Conseil il faut passer un test écrit suivi d'un test oral et enfin le WEFA, weekend de tests et de formations.

### Ne pas confondre avec
- Jeune entreprise, ou mini-entreprise, un type d'entreprise créée et gérée par des jeunes de 14 à 25 ans durant une année scolaire
- Junior Association, une association sans vocation économique
- Job Service, un sous-type d'association type Junior Entreprise spécialisé dans l'externalisation au service de clients privés ou publics dont le fonctionnement diffère d'une Junior Entreprise classique.

## Sources
1. 1 2  Adrien de Tricornot, « Les « Junior-Entreprise » essaiment dans les universités », Le Monde.fr,‎ 9 décembre 2015 (ISSN 1950-6244, lire en ligne, consulté le 28 décembre 2016)
2. ↑  « A Sciences Po Lyon, la junior entreprise veut « casser son image capitaliste » », Le Monde.fr,‎ 3 juin 2016 (ISSN 1950-6244, lire en ligne, consulté le 28 décembre 2016)
3. ↑  « La junior entreprise: une bonne idée pour les start-up? », LEntreprise.com,‎ 28 décembre 2016 (lire en ligne, consulté le 28 décembre 2016)
4. 1 2  Jeanne Cavelier (Bibliographie : http://www.Junior-Entreprises.com/, http://www.jadenet.org/), « Tout ce que vous devez savoir sur les Junior-Entreprises » (Elaborer un business plan, réaliser un site internet… Les Junior-Entreprises (JE) des grandes écoles offrent les services de cabinets de conseil à des prix très compétitifs), Chef d'Entreprise, Boulogne-Billancourt, Éditialis,‎ 1er mai 2009, article no 31494-1 (ISSN 1774-7376, lire en ligne, consulté le 3 juillet 2018).
5. ↑  Rapport d’activité 2015-2016 de la CNJE
6. ↑  « Nos Domaines de Compétences »(Archive.org • Wikiwix • Archive.is • Google • Que faire ?), sur Centrale Nantes Études - Junior-Entreprise de l'école (consulté le 13 février 2016).
7. ↑  Véronique Meot (Mis à jour : 28 octobre 2015), « Et si vous faisiez travailler une Junior Entreprise ? », emarketing.fr, Boulogne-Billancourt, Éditialis,‎ 26 octobre 2015, article no 259560 (ISSN 2273-7243, lire en ligne, consulté le 3 juillet 2018).
8. ↑  « Le concept de Junior-Entreprise »(Archive.org • Wikiwix • Archive.is • Google • Que faire ?), sur Centrale Nantes Études - Junior-Entreprise de l'école (consulté le 13 février 2016).
9. ↑  « Domaines d’activité », Confédération Nationale des Junior-Entreprises,‎ 8 décembre 2015 (lire en ligne, consulté le 28 décembre 2016)
10. ↑  « Les JE - Junior Entreprises », sur junior-entreprises.com, 3 juillet 2018 (consulté le 3 juillet 2018).
11. 1 2  « Démarrer un projet - Junior-Entreprises », sur junior-entreprises.com, 3 juillet 2018 (consulté le 3 juillet 2018).
12. ↑  Prisma Media, « Leçon pour le créateur d'entreprise : confier son étude de marché à des étudiants »(Archive.org • Wikiwix • Archive.is • Google • Que faire ?), sur Capital.fr (consulté le 28 décembre 2016).
13. ↑  « Créer sa Junior-Entreprise », Confédération Nationale des Junior-Entreprises,‎ 28 décembre 2016 (lire en ligne, consulté le 28 décembre 2016)
14. ↑  « Junior-Entreprise : devenez entrepreneur avant l'heure », L'Étudiant,‎ 18 octobre 2016 (ISSN 0766-6330, lire en ligne, consulté le 28 décembre 2016)
15. ↑  « Intégrer une junior-entreprise : qu’est-ce que ça peut m’apporter ? », L'Étudiant,‎ 25 juin 2103 (ISSN 0766-6330, lire en ligne, consulté le 28 décembre 2016)
16. ↑  « Junior-entreprises : pour les étudiants qui ont soif d'entreprendre », Réussir sa vie : des pistes de réflexion pour construire son projet de vie,‎ 7 juin 2013 (lire en ligne, consulté le 28 décembre 2016)
17. ↑  « Vers un archétype du Profil Junior-Entrepreneur | UPSILON Blog »(Archive.org • Wikiwix • Archive.is • Google • Que faire ?), sur upsilon-toulouse.fr (consulté le 28 décembre 2016).
18. ↑  « Le certificat Junior-Entrepreneur est lancé ! | Initiative Remarquable », sur initiativeremarquable.com (consulté le 28 décembre 2016).
19. ↑  « Junior-Entrepreneur », vous connaissez ? »(Archive.org • Wikiwix • Archive.is • Google • Que faire ?), sur andrh.fr (consulté le 28 décembre 2016).
20. ↑  « Centrale Nantes Études et les Junior-Entreprises Nantaises organisent le JOM et le CRA Ouest 2015. »(Archive.org • Wikiwix • Archive.is • Google • Que faire ?), sur Centrale Nantes Études - Junior-Entreprise de l'école (consulté le 13 février 2016).
21. ↑  (en-US) « JEWC 2016 - Junior Enterprise World Conference », sur JEWC 2016 (consulté le 28 décembre 2016).